# ورزشکاه شهرداری بت یام
ورزشکاه شهرداری بت یام (به لاتین: Bat Yam Municipal Stadium) یک ورزشگاه در اسرائیل است که در بت یام واقع شده‌است.